# Faro de Irta
El faro de Irta es un faro situado en Alcossebre, en Alcalà de Xivert, en la provincia de Castellón, Comunidad Valenciana, España. Se encuentra dentro del parque natural de la Sierra de Irta y el acceso al foro se realiza desde la playa de las Fuentes.
Está gestionado por la autoridad portuaria de Castellón de la Plana.  

## Historia
Este faro fue construido bajo el Plan de Señales Marítimas 1985/89, y fue proyectado por Rita Lorite. Junto con el faro de Nules han sido los únicos en España diseñados por mujeres.
El faro se encuentra activo desde el 28 de diciembre de 1993. 